# Gilberte Marin-Moskovitz
Gilberte Marin-Moskovitz, née Marin le 22 juin 1937 à Belfort (Territoire de Belfort) et morte le 26 juin 2019 à Trévenans, est une femme politique française.

## Détail des fonctions et des mandats
Mandats locaux
- 1982 - 1988 : conseillère générale du canton de Belfort-Sud
- 1988 - 1994 : conseillère générale du canton de Belfort-Sud
- 1994 - 2001 : conseillère générale du canton de Belfort-Sud
- 2001 - 2008 : conseillère générale du canton de Belfort-Sud

Mandats parlementaires
- 29 juillet 1988 - 23 avril 1991 : députée de la 2e circonscription du Territoire de Belfort
- 5 juillet 1997 - 7 septembre 2000 : députée de la 2e circonscription du Territoire de Belfort